# Tîșîțea, Berezne
Tîșîțea (în ucraineană Тишиця) este localitatea de reședință a comunei Tîșîțea din raionul Berezne, regiunea Rivne, Ucraina.

## Demografie
Componența lingvistică a localității Tîșîțea
     Ucraineană (99,82%)
     Alte limbi (0,18%)
Conform recensământului din 2001, majoritatea populației localității Tîșîțea era vorbitoare de ucraineană (99,82%), existând în minoritate și vorbitori de alte limbi.